# Sabina Puértolas
Sabina Puértolas é uma soprano de ópera espanhola, tendo interpretado papéis de destaque a nível internacional, incluindo Gilda, de Giuseppe Verdi, no Royal Opera House, e Rosina de Rossini na Seattle Opera.

## Anos iniciais e educação
Sabina nasceu em Saragoça, Espanha. Ela treinou no Conservatório de Pamplona (Espanha), na  Accademia Musicale Chigiana em Siena (Itália), e na Academia de Verdiana em Busseto (Itália).

## Carreira
Puértolas fez sua estreia profissional, em 2001, como Oscar em Un ballo in maschera  de Verdi no La Scala, em Milão. Ela apareceu no Royal Opera House pela primeira vez em 2013 como Lisette em  La rondine de Puccini, em seguida, também como Despina em Così fan tutte de Mozart. Ela se apresentou no Liceu, em Barcelona, tanto como a Contessa di Folleville em , Il viaggio a Reims de Rossini e Maria em - La fille du régiment de Donizetti. Ela interopretou Fiorilla em Il turco in Italia  de Rossini no Théâtre du Capitole de Toulouse, no papel-título de Rodelinda de Handel  no Teatro Real , em Madrid, e como Gilda no Rigoletto  de Verdi, no Teatro Municipal , em Santiago, Chile.
Nos Estados Unidos, ela interpretou Rosina em O Barbeiro de Sevilha, de Verdi na Seattle Opera em outubro de 2017.
Suas gravações publicadas incluem:
- Ariodante de Handel sob Alan Curtis ( selo Virgin Classics)
- Alcina de Handel  em La Monnaie (selo Alfa Clássiccs),
- La llama de José María Usandizaga' (Deutsche Grammophon).

Ela foi vencedora de competições internacionais em Rovereto, Pamplona, Palma de Mallorca, Manuel Ausensi em Barcelona, e obteve também o Prêmio Zarzuela na Operalia 2003.

## Royal Opera House
Em 4 de janeiro de 2018, sua interpretação de Gilda na Royal Opera House, em Londres, foi aclamada pela crítica depois de ela ter sido convocada apenas no dia anterior para substituir temporariamente Lucy Crowe, que teve, na época, uma infecção da garganta, e Sabina teve apenas três horas para ensaiar. No entanto, ela havia interpretado a mesma peça anteriormente no teatro municipal de Santiago, Chile. Puértolas viajou da Espanha no dia seguinte para atuar, foi uma oportunidade considerada muito importante e imperdível. A substituição uma soprano de perfil elevado em um local de prestígio e ser a principal personagem feminina da ópera foi recebida com aplausos, como relatado pela mídia. A saga de encontrar uma substituta, com algumas candidatas já ocupadas em trabalhos de canto e outras não tendo um visto para trabalhar na Grã-Bretanha, foi coberta internacionalmente, incluindo os EUA, Reino Unido e a imprensa espanhola.

## Vida pessoal e educação
Puértolas é casada com um piloto de linha aérea comercial. Eles têm um filho.